# Korsische Minze
Die Korsische Minze (Mentha requienii), auch Zarte Minze genannt, ist eine Pflanzenart aus der Familie der Lippenblütler (Lamiaceae).

## Merkmale
Die Korsische Minze ist eine immergrüne, ausdauernde, krautige Pflanze mit scharfem Geruch, die Rasen bildet und bei normalerweise niederliegendem Habitus Wuchshöhen von 3 bis 12 Zentimetern erreicht. Die oberirdischen Pflanzenteile sind kahl oder schwach behaart. Sie bildet oberirdische Ausläufer aus. Die sich ausbreitenden Stängel sind fädig.
Sowohl Laubblätter als auch Tragblätter sind gestielt und besitzen einfache Blattspreiten, die 2 bis 7 Millimeter lang werden, rundlich-eiförmig bis elliptisch und am Spreitenrand ganzrandig und gebuchtet sind.

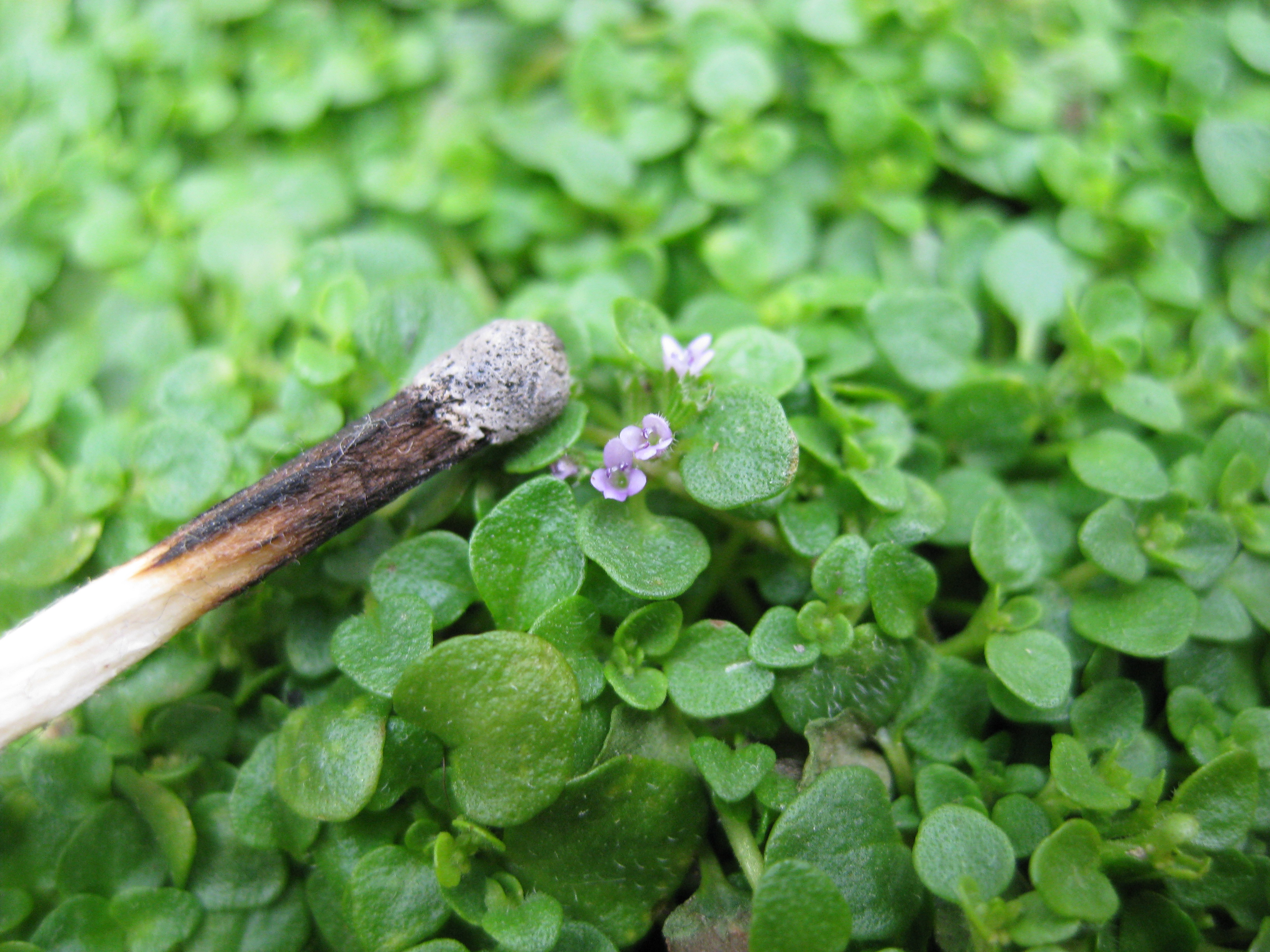
Korsische Minze (Mentha requienii), blühend

Die Blütezeit reicht von Juni bis September. Weniger als 6 Blüten stehen in Scheinquirlen beieinander. Sie befinden sich einzeln an Knoten. Die Blüten sind fünfzählig. Die fünf Kelchblätter verwachsen zu einem 1 bis 1,5 (selten bis 2,5) Millimeter langen, kreisel- bis glockenförmigen Kelch mit dreieckig-pfriemlichen Kelchzipfeln. Die fünf hell lilafarbenen Kronblätter sind zu einer geraden Kronröhre und einer nur schwach zweilippigen Krone verwachsen.
Die Früchte sind Zerfallsfrüchte, die sich in hellbraune Klausen mit glatter Oberfläche aufspalten.

## Chromosomenzahl
Die Chromosomenzahl beträgt 2n = 18.

## Vorkommen und Gefährdung
Die Korsische Minze kommt auf Korsika, Sardinien und der italienischen Insel Montecristo in lichten Wäldern vor. In West-Europa ist die Art verwildert.
Die Korsische Minze wird in der Roten Liste gefährdeter Arten der International Union for Conservation of Nature and Natural Resources (IUCN) als nicht gefährdet (LC – Least Concern) geführt.

## Systematik
Die Korsische Minze wurde 1833 von George Bentham in Labiatarum Genera et Species, Band 2, Seite 182 erstbeschrieben. Synonyme für Mentha requienii sind Audibertia parviflora (Req.) Nyman, Audibertia pusilla Benth., Menthella obovata Gand., Menthella requienii (Benth.) Pérard, Pulegium parviflorum (Req.) Samp., Thymus corsicus Moris (ein formal ungültiger Name), Thymus parviflorus Req. In anderen Quellen wird auch der Name Mentha insularis Req. als Synonym geführt.

## Nutzung
Die Korsische Minze wird selten als Zierpflanze für Steingärten und Alpinhäuser genutzt. Sie ist mindestens seit dem 19. Jahrhundert in Kultur.
Korsische Minze ist die Grundlage des Likörs Crème de Menthe.

## Belege